# John Somers, 1. Baron Somers

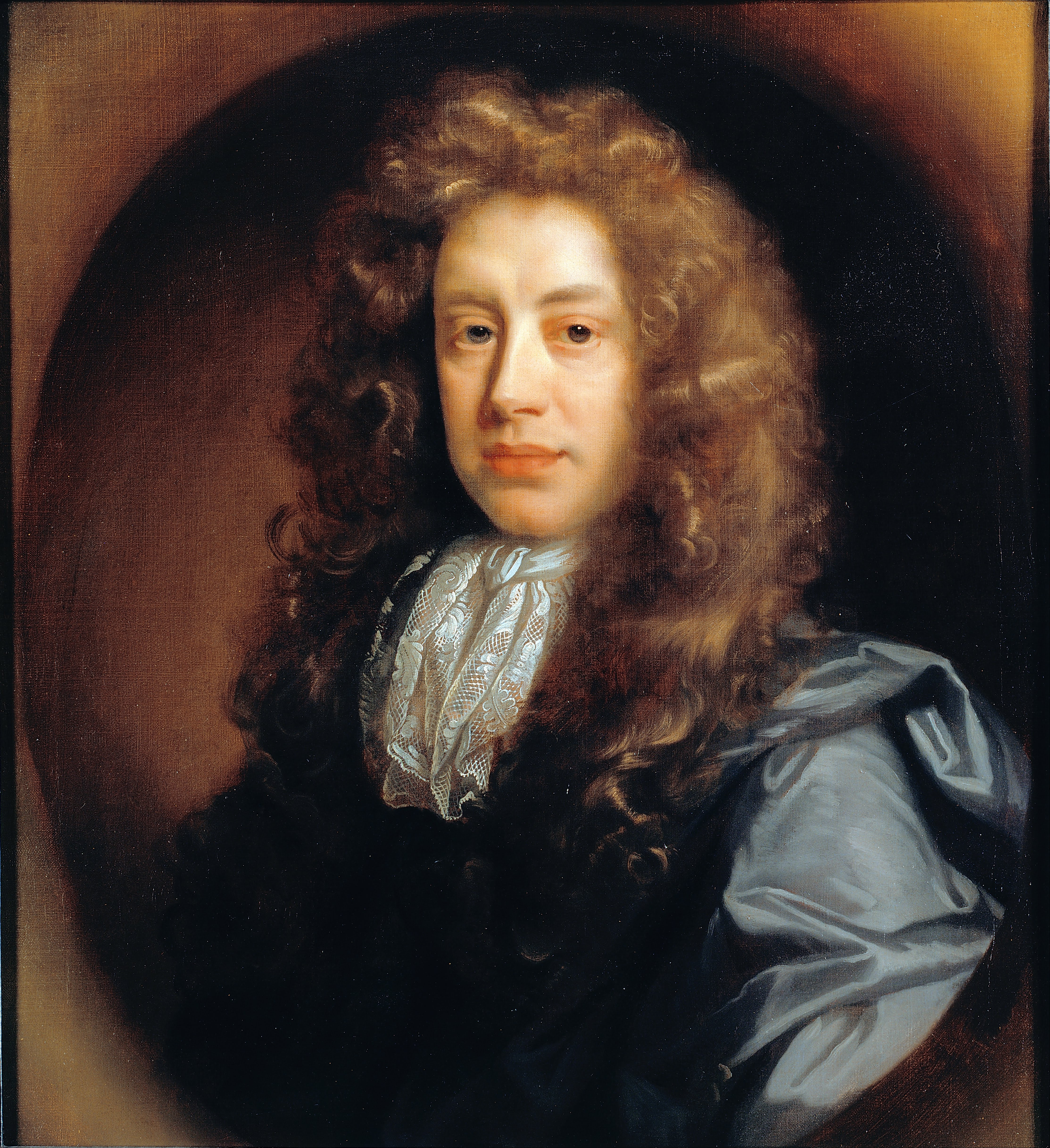
John Somers, 1. Baron Somers

John Somers, 1. Baron Somers, PC, FRS (* 4. März 1651 in White Ladies, Claines, Worcester, Worcestershire, England; † 26. April 1716 in North Mymms, Hertfordshire, England) war ein britischer Jurist und Staatsmann, der unter anderem von 1697 und 1700 Lordkanzler von England und wurde anlässlich seiner Ernennung zum Lordkanzler am 2. Dezember 1697 zum Baron Somers erhoben. Er fungierte zudem von 1698 bis 1703 auch als Präsident der Royal Society sowie zwischen 1708 und 1710 als Lord President of the Council war.

## Leben
John Somers war der Sohn des Rechtsanwalts John Somers († 1680/1681) und war nach einem Studium der Rechtswissenschaften am Trinity College der University of Oxford und bei Francis Winnington sowie seiner Zulassung als Barrister am Middle Temple ebenfalls als Rechtsanwalt tätig. 1689 wurde er als Abgeordneter der Whigs für das Borough Worcester ins englische House of Commons gewählt und hatte dieses Mandat bis 1693 inne. Als Nachfolger von Sir George Treby wurde er nach der Glorious Revolution 1689 als Solicitor General Rechtsberater von Königin Maria II. und König Wilhelm III. und bekleidete diese Funktion bis zu seiner Ablösung durch Sir Thomas Trevor 1692. Im Anschluss löste er am 3. Mai 1692 ebenfalls Sir George Treby als Generalstaatsanwalt (Attorney General) ab und verblieb auf diesem Posten bis zum 30. März 1693, woraufhin Sir Edward Ward ihn ablöste. Von 1693 bis 1697 amtierte er als Lord Keeper of the Great Seal und 1693 wurde er zudem Mitglied des Privy Council. Im Anschluss wurde er 1697 Lordkanzler (Lord Chancellor) und bekleidete dieses Amt bis 1700, woraufhin Sir Nathan Wright als Lord Keeper of the Great Seal dieses Amt übernahm. Anlässlich seiner Ernennung zum Lordkanzler wurde er am 2. Dezember 1697 als Baron Somers, of Evesham in the County of Worcester, zum erblichen Peer der Peerage of England erhoben, und damit Mitglied des englischen House of Lords. Als Mitglied im House of Lords pflegte er einen Austausch mit John Locke. 1699 nahm er als Lordkanzler die Funktion des Lord High Steward in den Prozessen gegen Edward Rich, 6. Earl of Warwick und Charles Mohun, 4. Baron Mohun wahr. 
Als Nachfolger von Charles Montagu, 1. Earl of Halifax wurde Baron Somers 1698 Präsident der Royal Society und behielt diese Funktion bis zu seiner Ablösung durch Sir Isaac Newton 1703. Zuletzt übernahm er am 25. November 1708 als Nachfolger von Thomas Herbert, 8. Earl of Pembroke im Regierung Godolphin–Marlborough das Amt Lord President of the Council und bekleidete dieses Amt als Präsident des Kronrates bis zu seiner Ablösung durch Laurence Hyde, 1. Earl of Rochester am 21. September 1710. Baron Somers war unverheiratet und verstarb kinderlos, so dass mit seinem Tod der Titel des Baron Somers erlosch. Seine Schwester Mary Somers war die Ehefrau des Politikers Charles Cocks, der als Abgeordneter für Worcester (1694 bis 1695) sowie für Droitwich (1695 bis 1708) Mitglied des House of Commons war.